# Natação artística no Campeonato Mundial de Esportes Aquáticos de 2019 - Rotina técnica dueto misto
A prova da rotina técnica dueto misto é um dos eventos da natação artística do Campeonato Mundial de Esportes Aquáticos de 2019 que foi realizada entre os dias 13 de julho e 15 de julho, em Gwangju, na Coreia do Sul.

## Calendário
Horário local (UTC+9). 
| Fase          | Data        | Hora  |
| ------------- | ----------- | ----- |
| Eliminatórias | 13 de julho | 11:00 |
| Final         | 15 de julho | 17:00 |

## Medalhistas
| Ouro                                              | Prata                                      | Bronze                            |
| Rússia · Mayya Gurbanberdieva · Aleksandr Maltsev | Itália · Manila Flamini · Giorgio Minisini | Japão · Yumi Adachi · Atsushi Abe |

## Resultados
| Pos.              | Nacionalidade  | Nadadores                               | Eliminatória | Eliminatória | Final   | Final |
| Pos.              | Nacionalidade  | Nadadores                               | Pontos       | Pos.         | Pontos  | Pos.  |
| ----------------- | -------------- | --------------------------------------- | ------------ | ------------ | ------- | ----- |
| Medalha de ouro   | Rússia         | Mayya Gurbanberdieva Aleksandr Maltsev  | 91.5878      | 1            | 92.0749 | 1     |
| Medalha de prata  | Itália         | Manila Flamini Giorgio Minisini         | 90.3829      | 2            | 90.8511 | 2     |
| Medalha de bronze | Japão          | Yumi Adachi Atsushi Abe                 | 88.2948      | 3            | 88.5113 | 3     |
| 4                 | Estados Unidos | Natalia Vega Bill May                   | 86.3969      | 4            | 86.9235 | 4     |
| 5                 | China          | Zhang Yayi Shi Haoyu                    | 85.2740      | 5            | 85.5881 | 5     |
| 6                 | Espanha        | Emma García Pau Ribes                   | 83.7049      | 6            | 84.4015 | 6     |
| 7                 | Brasil         | Giovana Stephan Renan Souza             | 78.1404      | 7            | 79.4495 | 7     |
| 8                 | Colômbia       | Jennifer Cerquera Gustavo Sánchez       | 76.1453      | 8            | 77.5388 | 8     |
| 9                 | Cazaquistão    | Aigerim Issayeva Olzhas Makhanbetiyarov | 71.7055      | 9            | 72.2398 | 9     |